# 222 Lucia
Lucia (asteroide 222) é um asteroide da cintura principal com um diâmetro de 54,66 quilómetros, a 2,6991962 UA. Possui uma excentricidade de 0,1389916 e um período orbital de 2 027,38 dias (5,55 anos).
Lucia tem uma velocidade orbital média de 16,82206083 km/s e uma inclinação de 2,15785º.
Este asteroide foi descoberto em 9 de Fevereiro de 1882 por Johann Palisa.